# American Pharoah
American Pharoah (* 2. Februar 2012) ist ein US-amerikanischer Vollblüter, der 2015 die US-amerikanische Triple Crown und den Breeders’ Cup Classic gewann. Er wurde 2015 Horse of the Year und gewann im selben Jahr den Eclipse Award für Dreijährige. Er wurde gezogen von Ahmed Zayat von Zayat Stables, trainiert von Bob Baffert und wurde meistens von Victor Espinoza geritten.

## Rennlaufbahn

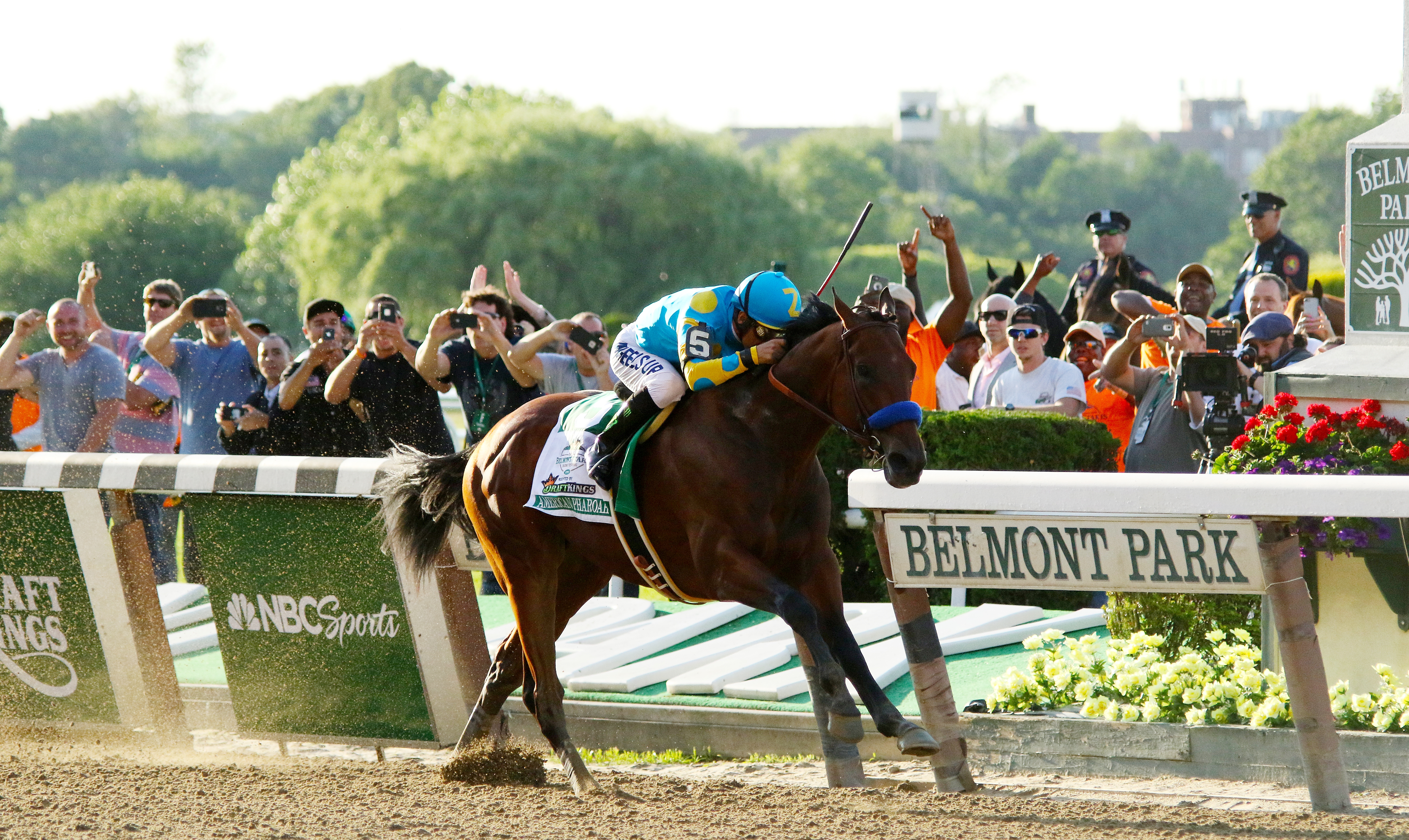
American Pharoah siegt in den Belmont Stakes, 2015

Nach einem fünften Platz bei seinem Debüt als Zweijähriger gewann American Pharoah seine beiden nächsten Rennen jeweils um mehrere Längen, das Del Mar Futurity und das FrontRunner Stakes, beides Gruppe-I-Rennen. Eine Verletzung verhinderte seinen Start beim Breeders’ Cup Juvenile, dennoch wurde er 2014 bei den Eclipse Awards als „American Champion Two-Year-Old Male Horse“ ausgezeichnet.
American Pharoah startete die Saison 2015 mit Siegen in den Rebel Stakes und dem Arkansas Derby. Er gewann sowohl das Kentucky Derby, die Preakness Stakes als auch die Belmont Stakes und gewann so die Triple Crown. Später im Jahr gewann er das Haskell Invitational. Am 29. August 2015 wurde seine Siegesserie von 8 Siegen unterbrochen, als er den zweiten Platz bei den Travers Stakes auf dem Saratoga Race Course erreichte. Nach einer zweimonatigen Pause nahm er am Breeders’ Cup in Keeneland teil, wo er das wichtigste Rennen, den Breeders’ Cup Classic gegen ältere Pferde mit 6 1⁄2 Längen gewann und einen neuen Bahnrekord aufstellte.

## Zuchtlaufbahn

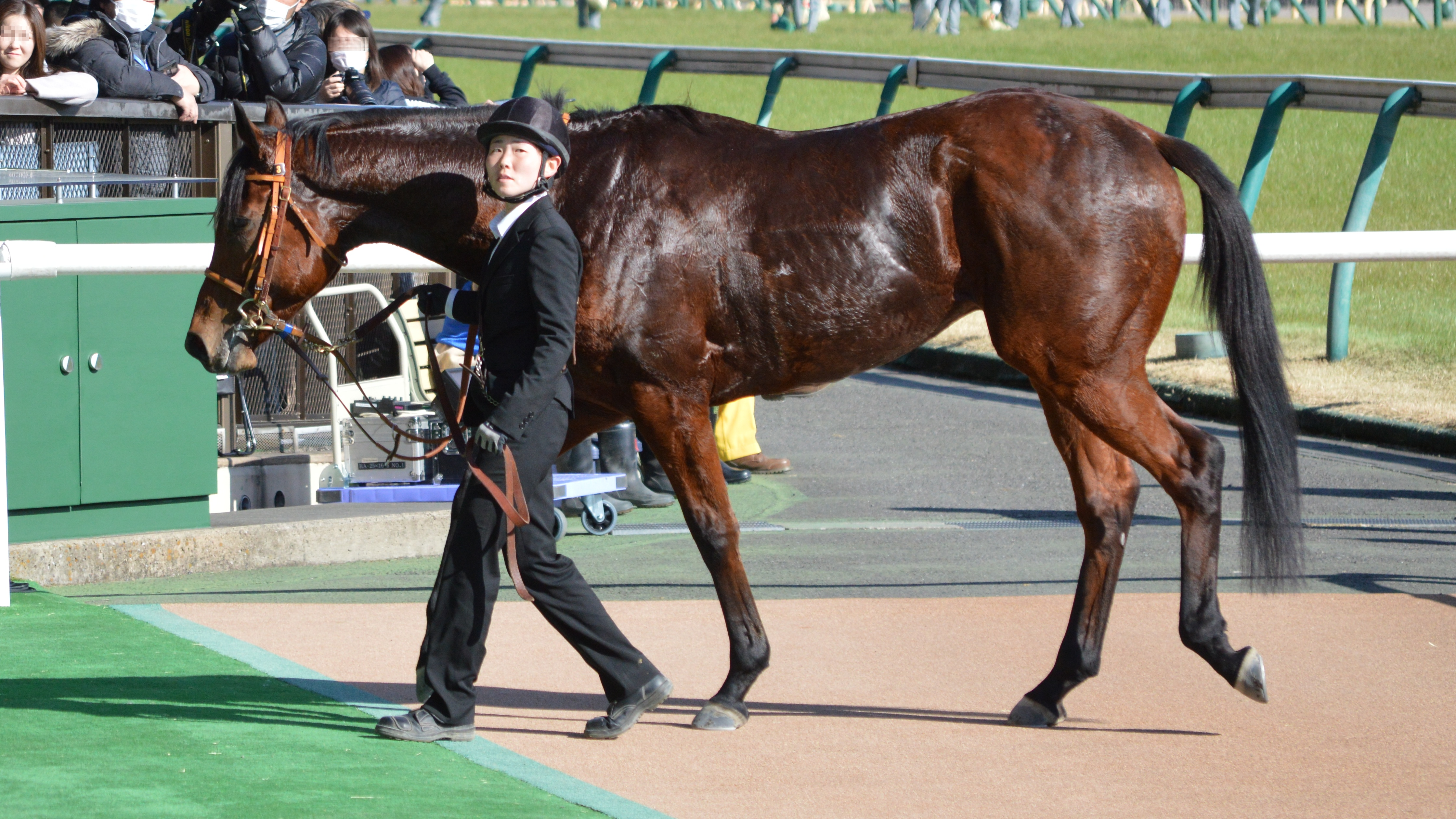
Nachkomme Cafe Pharoah nach dem Sieg bei den Hyacinth Stakes, 2020

Nach dem Gewinn des Breeders’ Cups beendete er seine Rennkarriere und ging in die Zucht. Derzeit ist er Deckhengst im Ashford Stud in Kentucky, einer Abteilung des irischen Coolmore Stud. Seit Februar 2016 steht er für Stuten bereit. Ashford Stud verlangte 2016 eine Deckgebühr von 200.000 US-Dollar.
In den ersten zwei Monaten seiner Zuchtkarriere sprang American Pharoah etwa 100 Mal und etwa 80 Stuten wurden tragend. Seinen freundlichen Charakter hat er sich auch als Zuchthengst bewahrt. 2017 wurde er für die Zuchtsaison auf der Südhalbkugel im Juli in Coolmore Australia aufgestellt, um dann Ende des Jahres wieder nach Amerika zurückkehren.
Sein erster Fohlenjahrgang wurde bei den großen Herbst-Auktionen von Fasig-Tipton- und den Keeneland Sales im November 2017 gut aufgenommen, da sich seine Nachkommen ebenso effizient bewegen, wie ihr Vater. 2019 wurde das Stutfohlen America’s Joy für 8,2 Millionen US-Dollar an die Whisper Hill Farm verkauft.
Sein erster Sieger wurde Monarch of Egypt, als er am 13. April 2019 ein Maiden-Rennen auf dem Naas Racecourse in Irland gewann. Im Nordamerika wurde Maven am 19. April sein erster Sieger. Maven startete anschließend in Europa, wo er das Gruppe-III-Rennen Prix du Bois in Chantilly gewann. Im Breeders’ Cup 2019 starteten drei Nachkommen von American Pharoah, wobei Four Wheel Drive den Juvenile Turf Sprint, ein Gruppe-II-Rennen gewann. Harvey's Lil Goil wurde seine erste Gruppe-I-Siegerin, als sie im Oktober 2020 die Queen Elizabeth II Challenge Cup Stakes in Keeneland gewann. Später in diesem Monat gewann Van Gogh das Criterium International, ein Gruppe-1-Rennen in Longchamp. In Japan wurde Cafe Pharoah sein erster Gruppe-I Sieger, als am 21. Februar 2021 die Februar Stakes in Tokyo gewann.
American Pharoah erreichte über seine Nachkommen im Rennjahr 2021 einen Average Earnings Index von 2.55 über seine Nachkommen, die knapp 260
Mio. $ gewannen. Das ist deutlich über dem Durchschnitt, der bei 1 liegt.

## Ehrungen
Es gibt ein Standbild von American Pharoah im Oaklawn Park.
2021 wurde er in die American Racing Hall of Fame aufgenommen. Nach ihm wurden zwei Straßen benannt, je ein American Pharoah Way in Fayette und in Woodford, Kentucky.
Die American Pharoah Stakes in Santa Anita Park wurden nach ihm benannt.

## Abstammung
| Vater Pioneerof the Nile (USA) 2006  | Empire Maker (USA) 2000      | Unbridled    | Fappiano           |
| Vater Pioneerof the Nile (USA) 2006  | Empire Maker (USA) 2000      | Unbridled    | Gana Facil         |
| Vater Pioneerof the Nile (USA) 2006  | Empire Maker (USA) 2000      | Toussaud     | El Gran Senor      |
| Vater Pioneerof the Nile (USA) 2006  | Empire Maker (USA) 2000      | Toussaud     | Image of Reality   |
| Vater Pioneerof the Nile (USA) 2006  | Star of Goshen (USA) 1994    | Lord at War  | General            |
| Vater Pioneerof the Nile (USA) 2006  | Star of Goshen (USA) 1994    | Lord at War  | Luna de Miel       |
| Vater Pioneerof the Nile (USA) 2006  | Star of Goshen (USA) 1994    | Castle Eight | Key to the Kingdom |
| Vater Pioneerof the Nile (USA) 2006  | Star of Goshen (USA) 1994    | Castle Eight | Her Native         |
| Mutter Littleprincessemma (USA) 2006 | Yankee Gentleman (USA) 1999  | Storm Cat    | Storm Bird         |
| Mutter Littleprincessemma (USA) 2006 | Yankee Gentleman (USA) 1999  | Storm Cat    | Terlingua          |
| Mutter Littleprincessemma (USA) 2006 | Yankee Gentleman (USA) 1999  | Key Phrase   | Flying Paster      |
| Mutter Littleprincessemma (USA) 2006 | Yankee Gentleman (USA) 1999  | Key Phrase   | Sown               |
| Mutter Littleprincessemma (USA) 2006 | Exclusive Rosette (USA) 1993 | Ecliptical   | Exclusive Native   |
| Mutter Littleprincessemma (USA) 2006 | Exclusive Rosette (USA) 1993 | Ecliptical   | Minnetonka         |
| Mutter Littleprincessemma (USA) 2006 | Exclusive Rosette (USA) 1993 | Zetta Jet    | Tri Jet            |
| Mutter Littleprincessemma (USA) 2006 | Exclusive Rosette (USA) 1993 | Zetta Jet    | Queen Zetta        |